# Агентивність
У соціальній науці агентність рідше агентивність —  визначається як здатність людей діяти незалежно та робити власний вільний вибір. Натомість, структура — це чинники впливу (як от соціальний клас, релігія, стать, етнічна приналежність, здібності, звичаї тощо), які визначають або обмежують агента та його рішення. Обговорюється вплив структури на агентність — незрозуміло, якою мірою дії людини обмежені соціальними системами.
Сучасна соціологія розглядає колективну агентність, проксі-агентність (дія від імені іншого) та розмовну агентність.

## Вступ
Агентність — це незалежна здатність чи спроможність діяти за власним бажанням. На цю здатність впливає структура когнітивних переконань, котру людина сформувала як підсумок власного досвіду, сприйняття суспільством та окремими особами, укладів та обставин навколишнього середовища, в якому вони народжуються. Незгода з мірою своєї агентності часто викликає суперечки між сторонами, наприклад, батьками та дітьми.
В Американському журналі соціології, агентність також було визначено як тимчасово вбудований процес, який охоплює три різні складники: ітерацію, проєктивність (уявлення можливих сценаріїв майбутнього) та практичну оцінку. Кожен з цих елементів є складовими частинами агентності в цілому. Вони використовуються для окремого вивчення різних аспектів агентності, щоби зробити висновки про більш широке уявлення. Елемент ітерації агентності, стосується повторного застосування звичних моделей поведінки (думок та дій). В такий спосіб актори виконують звичні дії у відповідь на подібні ситуації, які допомагають їм підтримувати ідентичність, взаємодію та інститути з плином часу. Проєктивна складова стосується процесу уявлення можливих майбутніх траєкторій дій, пов'язаних з надіями, страхами та бажаннями актора на майбутнє. Остання складова, практично-оцінний елемент, передбачає здатність людей ухвалювати практичні та нормативні судження, серед альтернативних можливих дій у відповідь на подію, вимогу або становище, що розвивається в даний час.

### Діти
Почуття самостійності дітей часто не враховується через поширену думку, що вони не здатні ухвалювати власні раціональні рішення без керівництва дорослих.

## Історія
Загальна концепція агентності існує з часів Просвітництва,  коли велися суперечки про те, чи свобода людини виражалася через визначальну раціональність або дії, було засновано на нормах моралі. Джон Лок стверджував, що свободу засновано на особистій зацікавленості. Його відмова від прив’язки до традиції та теорії суспільного договору, призвела до уявлення агентності як здатності людини формувати обставини, в яких вони живуть. Жан-Жак Руссо досліджував альтернативне уявлення про цю свободу, визначивши її як моральну волю. Між раціонально-утилітарним і нераціонально-нормативним вимірами дій, до яких звертався Іммануїл Кант, існувала роздвоєність. Кант розглядав свободу як нормативно обґрунтовану індивідуальну волю, керовану категоричним імперативом. Ці ідеї послужили відправною точкою для занепокоєння щодо нераціональних, спрямованих на норму дій в класичній соціологічній теорії, протилежних від поглядів на раціональну визначальну дію. Ці визначення агентності залишалися здебільшого незаперечними до XIX століття, коли філософи почали стверджувати, що вибір, який люди роблять, продиктований незалежними від них силами. Наприклад, Карл Маркс відзначав, що в сучасному суспільстві люди контролюються буржуазними ідеологіями; Фрідріх Ніцше стверджував, що людина робить вибір, виходячи з власних егоїстичних бажань, або "волі до влади" і, як відомо, Поль Рікер додав Фрейда — як третього члена "школи підозри" (критичний підхід до ідеї автономного суб’єкта), який враховував несвідомі визначники людської поведінки.

## Див.також
- Абстракція
- Абстрагування
- Абстрактне і конкретне